# I Am a Rock
I Am a Rock är en låt skriven och ursprungligen lanserad av Paul Simon 1965. Det var första spår på hans album The Paul Simon Song Book. Hans tidiga soloinspelning gjorde dock inte mycket väsen av sig. Efter att Simon and Garfunkel bildats återupptogs låten och togs med som sista låt på albumet Sounds of Silence i en mer rockbetonad version. Efter den stora framgången med singelsläppet av titelspåret släpptes I Am a Rock som singel i maj 1966 och blev nu en stor framgång, både i USA och Storbritannien.
När Kaj Kindvall i december 2014 avslutade sin radiokarriär nämnde han sitt intresse för att lyssna på låttexter och berättade att I Am a Rock varit en tidig inspiration till detta. Detta blev också den sista låten han spelade i sitt program Kajs spellista.

## Listplaceringar
| Lista (1966)   | Position              |
| -------------- | --------------------- |
| Kanada         | 6 (RPM)               |
| Nederländerna  | 10                    |
| Nya Zeeland    | 2 (NZ Listner)        |
| Storbritannien | 17                    |
| Sverige        | 10 (Kvällstoppen)     |
| Sverige        | 7 (Tio i topp)        |
| USA            | 3 (Billboard Hot 100) |
| Västtyskland   | 35                    |